# 1434.
◄ | 14. stoljeće | 15. stoljeće | 16. stoljeće | ►
◄ | 1400-ih | 1410-ih | 1420-ih | 1430-ih | 1440-ih | 1450-ih | 1460-ih | ►
◄◄ | ◄ | 1431. | 1432. | 1433. | 1434. | 1435. | 1436. | 1437. | ► | ►►
Arhitektura • Astronomija • Glazba • Knjige • Književnost • Kršćanstvo • Medicina • Pravo • Promet • Slikarstvo • Znanost

## Rođenja
- 29. kolovoza – Janus Pannonius, hrvatski humanist, pjesnik i diplomat († 1472.)

## Smrti
- Ivaniš Nelipčić, posljednji muški član feudalne obitelji Nelipići

## Vanjske poveznice
|  | Zajednički poslužitelj ima još gradiva o temi 1434. |